# Aspidiotus simulans
Aspidiotus simulans är en insektsart som beskrevs av De Lotto 1957. Aspidiotus simulans ingår i släktet Aspidiotus och familjen pansarsköldlöss.
Artens utbredningsområde är Kenya. Inga underarter finns listade i Catalogue of Life.